# Santiago de Tejada Santamaría
Santiago de Tejada Santamaría (Alfaro, La Rioja, 1800 - 16 d'abril de 1877) fou un jurista liberal espanyol, acadèmic de la Reial Acadèmia de Ciències Morals i Polítiques.

## Biografia
Va estudiar lleis a Saragossa i Madrid. Exercí com a advocat des de 1821, arribant a Advocat dels Reials Consells i Síndic Personer de l'Ajuntament de Madrid. En 1831 fou nomenat oficial novè de la Secretaria de Gràcia i Justícia, i en 1834 ascendí a cap de la secció civil del Ministeri. En 1835 fou nomenat fiscal del Tribunal Suprem d'Espanya, càrrec que deixà en setembre de 1836. De 1837 a 1839 va viatjar a Alemanya, on va freqüentar la Universitat de Heidelberg i va estudiar el pensament de Krause. En tornar a Espanya en 1839 va publicar la traducció de Bosquejo histórico de la sucesión a la Corona de España de H. Zöpfl, defensant la causa de la reina Isabel II d'Espanya. La reina el nomenà membre de la Comissió per la Redacció de l'Estatut per al País Basc i Navarra.
Considerat un dels representants del liberalisme moderat juntament amb Víctor Cardenal, Manuel Orovio Echagüe o José Gutiérrez de la Concha, fou elegit diputat per Logronyo en 1840 i 1844 i per Alcañices (província de Zamora) en 1846, 1850 i 1851. En 1843 es va casar amb Isabel de la Pezuela, germana del marquès de Viluma i en 1844 va fundar el diari El Pensamiento de la Nación amb Jaume Balmes. En 1853 fou nomenat senador vitalici, en 1857 fou escollit acadèmic de la Reial Acadèmia de Ciències Morals i Polítiques i en 1860 fou nomenat apoderat dels ducs de Montpensier. Deixà el Senat després de la revolució de 1868.